# 1991 EC
1991 EC är en asteroid i huvudbältet, som upptäcktes den 9 mars 1991 av den japanske amatörastronomen Atsushi Sugie i Dynic-observatoriet.
Asteroiden har en diameter på ungefär 14 kilometer.